# پرچم سارک
پرچم  سارک سفید با صلیب سنت جورج قرمز و کانتون قرمز حاوی دو شیر زرد رنگ (یا به عبارت هرالدیک «پلنگ») از پرچم نرماندی است.  این پرچم به طور رسمی به عنوان پرچم سارک در سال ۲۰۲۰ اعطا شد.
طرح غیررسمی پرچم قبلی توسط هربرت پیت در سال ۱۹۳۸ و در همان سال، پیش از اینکه در سال ۱۹۸۷ به طور غیررسمی پرچم جزیره شود، به رسمیت شناخته شد.